# Сантьяго, Келли
Келли Сантьяго (р. 1979, Каракас, Венесуэла) — американская разработчица и продюсер видеоигр венесуэльского происхождения, сооснователь и бывший президент Thatgamecompany. Родилась в Каракасе, но выросла в Ричмонде, штат Вирджиния, где играла в видеоигры с самого раннего детства и была активно поддержана её отцом, инженером-программистом, в своём стремлении экспериментировать с компьютерами. Обучаясь в колледже Тишской школы искусств в Нью-Йоркском университете, она активно занималась экспериментальным кино и планировала продолжать изучать его после получения степени магистра в интерактивной программе в школе кинематографических искусств в Университете Южной Калифорнии. Поступив туда, однако, она стала заниматься дизайном видеоигр и выступила продюсером игры Cloud, разработанной Дженова Ченом и студенческой командой. Успех игры побудил её и Чена основать компанию Thatgamecompany после завершения обучения, и она стала её президентом.
Сантьяго была продюсером двух первых игр компании, Flow и Flower, но в процессе разработки последней игры компании, Journey, в большей степени перешла к функциям президента компании. В дополнение к своей работе в Thatgamecompany Сантьяго является одним из покровителей Indie Fund, группы, которая инвестирует средства в развитие независимых видеоигр, и является членом TED. Она вышла замуж за выпускника Университета Южной Калифорнии Майка Стейна в 2010 году. По состоянию на 2013 год, она оставила Thatgamecompany и работает менеджером по связям с разработчиками для OUYA.